# Javier Marín Ayerbe
Javier Marín Ayerbe, (nacido el 12 de abril de 1994 en Zaragoza, Aragón) es un jugador de baloncesto español. Con 1.96 de estatura, su puesto natural en la cancha es la de base o escolta y actualmente pertenece a la plantilla de Club Baloncesto Clavijo de Liga LEB Plata.

## Historia
Comenzó a jugar al baloncesto en el Club Baloncesto Zaragoza, y en categoría infantil, siendo jugador de Dr. Azúa, empezó a formar parte de las Tecnificaciones del CAI Zaragoza. 
El verano de 2008 fue convocado con la selección española de baloncesto de su categoría. Consiguió conquistar el Torneo de Mannheim en 2012.
Logra debutar con el CAI Zaragoza en LEB Oro ante el Cáceres Ciudad del Baloncesto en octubre de 2009 con 15 años, lo que suponía un récord de precocidad en el club maño. Desde esa misma temporada empezaría a alternar el trabajo en los equipos inferiores con los entrenamientos con el primer equipo rojillo. La temporada siguiente, todavía en edad juvenil, formó parte de la escuadra de El Olivar, el equipo vinculado al CAI Zaragoza en la Liga EBA. Su debut en la máxima categoría del baloncesto español se produjo durante la temporada 2011/12.
Durante la temporada 2014/15 juega en calidad de cedido en el Lucentum Alicante de LEB Plata. En verano de 2015 no llega a un acuerdo para renovar su contrato con el Basket Zaragoza 2002 y firma con el Oviedo Club Baloncesto de LEB Oro.
El 7 de agosto de 2020, renueva su contrato con el Club Baloncesto Clavijo de la Liga LEB Plata.

## Trayectoria
- Formado en las categorías inferiores del CAI Zaragoza, Doctor Azúa y CB Zaragoza.
- CAI Zaragoza - 1ª Nac Masc Aragón 2009/10
- CAI Zaragoza (LEB Oro) - 2009/10
- Monte Ducay Olivar Liga EBA - 2010/12
- CAI Zaragoza (Liga ACB) - 2011/12
- Club Baloncesto El Olivar (Liga EBA) - 2012/13
- CAI Zaragoza (Liga ACB) - 2012/14
- Club Baloncesto Lucentum Alicante (LEB Plata) - 2014/2015
- Oviedo Club Baloncesto (LEB Oro) - 2015/2016
- Óbila Club de Basket (LEB Plata) - 2016/2017
- Albacete Basket (LEB Plata) - 2017/2018
- Basket Navarra Club (LEB Plata) - 2018/2019
- CB Clavijo (LEB Plata) - 2019/Actualidad